# Reid Travis
Reid Travis (Mineápolis, Minnesota, 25 de noviembre de 1995) es un baloncestista estadounidense que pertenece a la plantilla de los Indiana Mad Ants de la G League. Con 2,03 metros de estatura, juega en la posición de ala-pívot.

## Trayectoria deportiva

### Universidad
Jugó tres temporadas con Stanford Cardinal (2012-2016) y una temporada con Kentucky Wildcats (2018-2019). En su única temporada con los Wildcats promedió 11.2 puntos y 7.2 rebotes por partido.

### Profesional
Tras no ser elegido en el Draft de la NBA de 2019, firmó su primer contrato profesional en Alemania con Medi Bayreuth de la Basketball Bundesliga. El jugador promediaba 9.8 puntos y 5.4 rebotes por partido cuando la temporada fue aplazada por el coronavirus.
El 29 de junio de 2020 firmó con Shimane Susanoo Magic de la B.League japonesa.
El 17 de octubre de 2023, Travis firmó con los Indiana Pacers, pero fue despedido al día siguiente. Diez días después se unió a su filial, los Indiana Mad Ants.